# Mollinedia lamprophylla
Mollinedia lamprophylla là một loài thực vật thuộc họ Monimiaceae. Đây là loài đặc hữu của Brasil.